# Willibald Franz Kammel
Willibald Franz Kammel (* 27. Mai 1879 in Steinschönau, Bezirk Tetschen, Böhmen; † 16. April 1953 in Wien) war ein österreichischer  Pädagoge und  Psychologe.

## Leben
Kammel war ein älterer Bruder von Architekt Leo Kammel. Er Studierte an den Universitäten Wien, Grenoble, Salzburg, Hamburg und Leipzig (Dr. phil. 1903). Danach arbeitete er zuerst als Gymnasiallehrer, dann als Dozent an der Niederösterreichischen Landeslehrerakademie in Wien und gründete 1913 das erste Institut für experimentelle Psychologie und Jugendkunde. 1919 habilitierte er sich für Psychologie und Pädagogik.
Kammel war von 1931 bis 1949 außerordentlicher Professor an der Universität Wien, 1938–1945 venia legendi entzogen.
Kammel erfand das Ästhesiometer (einen Empfindungs- und Wahrnehmungsmesser) und veröffentlichte zahlreiche wissenschaftliche Werke (Die erste Einzelerinnerung, 1912; Experimentelle Untersuchungen über Ausdruckssymptome der Aufmerksamkeit, 1920; Die Hochschule für Erziehungswissenschaften, 1922 etc.).
1956 wurde der Langenzersdorfer Weg in Wien mit Gemeinderatsbeschluss vom 17. Oktober in Kammelweg umbenannt.